# Rangomaramidae
Rangomaramidae Jaschhof & Didham, 2002, è una piccola famiglia di insetti dell'ordine dei Ditteri (Nematocera: Bibionomorpha).

## Descrizione
I Rangomaramidae sono piccoli moscerini dal corpo bruno o bruno-giallastro, di piccole dimensioni, lungo 2-6 mm.
Il capo ha antenne di 16 articoli, occhi relativamente grandi e ocelli, talvolta assenti, in numero di tre. Gli ocelli laterali, quando presenti, sono prossimi al margine degli occhi ma non in stretto contatto come si riscontra nei Mycetophilidae. L'apparato boccale ha i palpi mascellari composti da 4 articoli.
Il torace è gibboso, porta ali ben sviluppate, lunghe 2–5 mm e zampe relativamente lunghe e sottili. Queste ultime hanno le coxe allungate e le tibie generalmente percorse da una fila regolare di setole. All'estremità distale della tibia sono presenti uno o due speroni (uno nelle tibie anteriori, due in quelle medie e posteriori). Gli speroni sono generalmente meno sviluppati rispetto a quelli dei Mycetophilidae sensu lato.
L'addome è relativamente sottile ma in misura minore rispetto ai Mycetophilidae e alle famiglie ad essi affini.
I caratteri della nervatura alare presentano alcune marcate differenziazioni fra i vari generi, perciò non si può individuare un modello veramente rappresentativo della famiglia. Caratteri comuni sono l'estensione della costa fino all'apice dell'ala, in corrispondenza della confluenza di R5, la suddivisione della radio in due rami (R1 e R5), con assenza completa di R4, la suddivisione della media in due rami, M1 e M2.
Negli Ohakuneinae la morfologia della media si semplifica con la scomparsa più o meno marcata dei tratti prossimali e/o intermedi. In questi insetti la biforcazione M1+2, pertanto, scompare o risulta scollegata dalle altre nervature della regione remigante (cubito e radio).
Le principali differenze riguardano i caratteri della subcosta, del settore radiale (Rs), della radio-mediale (r-m) e della cubito (CuA). I caratteri più ricorrenti sono i seguenti:
- subcosta incompleta;
- primo tratto di Rs, compreso fra la biforcazione della radio e la confluenza della radio-mediale, breve e in posizione trasversa o leggermente obliqua;
- radio-mediale trasversa o leggermente obliqua;
- cubito biforcata in posizione prossimale, con tratto basale piuttosto breve.
- anale A1 presente ma incompleta.

Questi caratteri presentano delle differenze sostanziali nei seguenti generi:
- Rangomarama: la subcosta è completa e confluisce sulla costa, il primo tratto del settore radiale è piuttosto lungo, la radio-mediale si riduce all'incrocio fra la base della media e il settore radiale, la base della media è fusa con la cubito.
- Ohakuneinae (generi Cabamofa, Colonomyia, Ohakunea e Rogambara): la radio-mediale è lunga e si dispone longitudinalmente allineandosi con R5. La biforcazione della cubito scompare o è posizionata alla base dell'ala, con conseguente separazione, più o meno netta, del ramo CuA1 da CuA2. Infine, in tutta la sottofamiglia, con l'eccezione di Ohakunea, la vena anale è del tutto assente.
- Eratomyia: la biforcazione della cubito è spostata in posizione più distale, perciò il tratto basale comune è più lungo rispetto a quando si riscontra negli altri Rangomaramidae.

## Distribuzione
La famiglia è rappresentata in larga prevalenza nell'emisfero australe, con un areale che comprende le regioni neotropicale, afrotropicale e australasiana. Solo il genere Heterotricha ha una diffusione paleartica, con una sola specie vivente, alla quale si aggiungono altre specie fossili ritrovate nell'ambra baltica.
Un dettaglio interessante sotto l'aspetto paleontologico è la distribuzione frammentata di alcuni generi, in particolare Ohakunea, che comprende tre specie presenti, rispettivamente, in Cile, Nuova Zelanda e Australia e altre due in Nuova Guinea. Ciò indicherebbe un'origine ancestrale che risale al Giurassico, periodo in cui iniziò lo smembramento dell'antico Gondwana negli attuali continenti circumantartici.

## Sistematica
La famiglia, di recente definizione, comprendeva inizialmente il solo genere Rangomarama. Alquanto controversa era la posizione sistematica di diversi generi, a causa delle differenti e incerte acquisizioni derivate dall'analisi filogenetica. Tra i lavori più recenti va citato in particolare la trattazione, nel 2007, della filogenesi dei Mycetophiliformia da parte di AMORIM e RINDAL, i quali propongono l'estensione della famiglia Rangomaramidae ad un insieme di generi, di posizione finora incerta, che con Rangomarama formerebbero un clade monofiletico che si colloca allo stesso rango del clade comprendente i Lygisthorrinidae e i Mycetophilidae sensu stricto e di quello comprendente le altre famiglie scorporate dai Mycetophilidae sensu lato (Keroplatidae, Bolitophilidae, Ditomyiidae e Diadocidiidae):
|  | Lygistorrhinidae             |
|  |                              |
|  | Mycetophilidae sensu stricto |
|  |                              |

|  | Diadocidiidae                                                   |
|  |                                                                 |
|  | Ditomyiidae                                                     |
|  |                                                                 |
|  | \| \| Bolitophilidae \| \| \| \| \| \| Keroplatidae \| \| \| \| |
|  |                                                                 |
|  | Bolitophilidae                                                  |
|  |                                                                 |
|  | Keroplatidae                                                    |
|  |                                                                 |

|  | Bolitophilidae |
|  |                |
|  | Keroplatidae   |
|  |                |

|  | Lygistorrhinidae             |
|  |                              |
|  | Mycetophilidae sensu stricto |
|  |                              |

|  | Diadocidiidae                                                   |
|  |                                                                 |
|  | Ditomyiidae                                                     |
|  |                                                                 |
|  | \| \| Bolitophilidae \| \| \| \| \| \| Keroplatidae \| \| \| \| |
|  |                                                                 |
|  | Bolitophilidae                                                  |
|  |                                                                 |
|  | Keroplatidae                                                    |
|  |                                                                 |

|  | Bolitophilidae |
|  |                |
|  | Keroplatidae   |
|  |                |

|  | Lygistorrhinidae             |
|  |                              |
|  | Mycetophilidae sensu stricto |
|  |                              |

|  | Diadocidiidae                                                   |
|  |                                                                 |
|  | Ditomyiidae                                                     |
|  |                                                                 |
|  | \| \| Bolitophilidae \| \| \| \| \| \| Keroplatidae \| \| \| \| |
|  |                                                                 |
|  | Bolitophilidae                                                  |
|  |                                                                 |
|  | Keroplatidae                                                    |
|  |                                                                 |

|  | Bolitophilidae |
|  |                |
|  | Keroplatidae   |
|  |                |

|  | Lygistorrhinidae             |
|  |                              |
|  | Mycetophilidae sensu stricto |
|  |                              |

|  | Diadocidiidae                                                   |
|  |                                                                 |
|  | Ditomyiidae                                                     |
|  |                                                                 |
|  | \| \| Bolitophilidae \| \| \| \| \| \| Keroplatidae \| \| \| \| |
|  |                                                                 |
|  | Bolitophilidae                                                  |
|  |                                                                 |
|  | Keroplatidae                                                    |
|  |                                                                 |

|  | Bolitophilidae |
|  |                |
|  | Keroplatidae   |
|  |                |

AMORIM & RINDAL propongono, inoltre, la ripartizione dei generi in quattro sottofamiglie:
- Chiletrichinae
  - Chiletricha
  - Eratomyia
  - Insulatricha
  - Kenyatricha
  - Rhynchoheterotricha
- Heterotrichinae
  - Heterotricha
- Ohakuneinae
  - Cabamofa
  - Colonomyia
  - Ohakunea
  - Rogambara
- Rangomaraminae
  - Rangomarama
- Incertae sedis[4]
  - Anisotricha
  - Nepaletricha